# دوغ وايت (صحفي)
دوغ وايت (بالإنجليزية: Doug White)‏ هو صحفي أمريكي، ولد في 1944، وتوفي في 15 أغسطس 2006.